# Apostolepis cerradoensis
Apostolepis cerradoensis — вид змій родини полозових (Colubridae). Ендемік Бразилії.

## Поширення і екологія
Apostolepis cerradoensis відомі з типової місцевості в районі ГЕС Серра-да-Меза, на річці Токантінс, в штаті Гояс. Вони живуть в саванах серрадо.